# 대한민국 헌법 부칙 제2조
대한민국 헌법 부칙 제2조는 대한민국 헌법 부칙의 조항이다.

## 본문
①이 헌법에 의한 최초의 대통령선거는 이 헌법시행일 40일 전까지 실시한다.

②이 헌법에 의한 최초의 대통령의 임기는 이 헌법시행일로부터 개시한다.